# Jurgen Van Goolen
Jurgen Van Goolen (Lovaina, Bélgica, 28 de noviembre de 1980) es un ciclista belga.
Debutó como profesional en la temporada 2002 en las filas del equipo Domo-Farm Frites. En enero de 2014 anunció su retirada.

## Palmarés
2003
- 2.º en el Campeonato de Bélgica en Ruta

2011
- 1 etapa de la Ruta del Sur

## Resultados en Grandes Vueltas y Campeonatos del Mundo
| Carrera         | Carrera         | 2002  | 2003 | 2004 | 2005 | 2006 | 2007 | 2008 | 2009 | 2010 | 2011 | 2012 | 2013 |
| --------------- | --------------- | ----- | ---- | ---- | ---- | ---- | ---- | ---- | ---- | ---- | ---- | ---- | ---- |
|                 | Giro de Italia  | —     | —    | —    | —    | —    | 96.º | —    | 85.º | —    | —    | —    | —    |
|                 | Tour de Francia | —     | —    | —    | —    | —    | —    | —    | —    | —    | —    | —    | —    |
|                 | Vuelta a España | 116.º | 42.º | 56.º | 49.º | 39.º | 31.º | 16.º | —    | 34.º | —    | —    | —    |
| Mundial en Ruta | Mundial en Ruta | 44.º  | 93.º | Ab.  | —    | 82.º | 26.º | 11.º | —    | —    | —    | —    | —    |

—: no participa
Ab.: abandono

## Equipos
- Domo-Farm Frites (2002)
- Quick Step (2003-2005)
- Discovery Channel (2006-2007)
- CSC/Saxo Bank (2008-2009)
  - Team CSC (2008)
  - Saxo Bank (2009)
- Omega Pharma-Lotto (2010)
- Veranda's Willems-Accent (2011-2013)
  - Veranda's Willems-Accent (2011)
  - Accent Jobs-Willems Veranda's (2012)
  - Accent Jobs-Wanty (2013)